# Sept femmes, sept destins
Pour plus de détails, voir Fiche technique et Distribution.
Sept femmes, sept destins (Nessuno torna indietro) est une comédie à l'italienne réalisée par Alessandro Blasetti et sortie en 1945.
Il s'agit d'une adaptation du roman Nul ne revient sur ses pas (Nessuno torna indietro) d'Alba de Céspedes paru en 1938.

## Synopsis
Des jeunes filles d'origines et de milieux différents vivent dans un internat universitaire et rêvent de leur avenir, mais leurs désirs ne se réalisent pas toujours. L'histoire d'amour de Vinca avec un exilé espagnol est interrompue par le déclenchement de la guerre d'Espagne. Silvia, l'intellectuelle du groupe, ambitieuse et volontaire, devient l'assistante d'un professeur d'université, mais finit par tomber amoureuse de lui et manque de renoncer à sa carrière. La charmante Xenia, après avoir échoué à un examen, décide de s'enfuir de l'université, rencontrant le facile Maurizio dans le train pour Milan : elle y rencontre un industriel milanais dont elle devient la maîtresse. Emanuela est la mère riche et cynique d'une petite fille née d'un aviateur décédé ; l'enfant est confiée à des religieuses, tandis que la mère rencontre un homme charmant. Milly, introvertie et romantique, aime la musique et tombe amoureuse d'un aveugle, mais meurt subitement. L'ambitieuse Valentina passe son temps à envier ses amies plus âgées et à rivaliser avec leurs prétendants. Elle sera la seule à rester au pensionnat. Anna regrette la vie à la campagne, mais lorsqu'elle y retourne, tout a changé : elle décide d'épouser Mario.

## Fiche technique
- Titre français : Sept femmes, sept destins ou 7 Femmes, 7 destins ou On ne peut revenir en arrière ou Nul ne revient sur ses pas[1]
- Titre original italien : Nessuno torna indietro[2] (litt. « Nul ne revient sur ses pas »)
- Réalisation : Alessandro Blasetti
- Scénario : Diego Calcagno (it), Alessandro Blasetti, Paola Ojetti (it), Vittorio Nino Novarese et Alba de Céspedes d'après son roman éponyme par en 1938.
- Photographie : Václav Vích
- Montage : Dolores Tamburini (it)
- Musique : Alessandro Cicognini (direction orchestrale de Pietro Sassoli)
- Décors : Guido Fiorini (it)
- Costumes : Vittorio Nino Novarese
- Société de production : Artisti Associati, Quartafilm
- Pays de production :  Royaume d'Italie
- Langue originale : italien
- Format : noir et blanc - 1,37:1 - Son mono - 35 mm
- Genre : comédie à l'italienne
- Durée : 119 minutes
- Dates de sortie : 
  - Royaume d'Italie : 5 janvier 1945

## Distribution
- Dina Sassoli : Milly
- Elisa Cegani : Silvia
- Mariella Lotti : Xenia
- Doris Duranti : Emanuela
- Maria Mercader : Vinca
- Valentina Cortese Valentina
- María Denis : Anna
- Vittorio De Sica : Maurizio, un voyageur rencontré par Xenia
- Alberto Capozzi : l'amant de Xenia
- Claudio Gora : Andrea, le petit ami de Valentina
- Enzo Fiermonte : Mario Ponte, le petit ami d'Anna
- Filippo Scelzo : Le professeur de Silvia
- Bella Starace Sainati : La grand-mère d'Anna
- Virgilio Riento : Don Alfonso Bortone, le père d'Anna
- Giovanna Scotto : Donna Matilde Bortone
- Annibale Betrone : Le père d'Emanuela
- Roldano Lupi : Luis
- Mino Doro : Dino Rizzi
- Giuditta Rissone : la femme du professeur
- Ada Dondini : Mlle Lorenza
- Anna Capodaglio : Prudentina
- Lamberto Picasso : le recteur
- Elvira Betrone : la Mère Supérieure
- Ernesto Sabbatini : Monseigneur Tommasi
- Edda Soligo : Vandina
- Checco Rissone : Ignazio
- Nicola Maldacea : le curé
- Alberto Tavazzi : Ramiro
- Gilda Marchiò : donna Ines
- Adele Garavaglia : directrice de l'Institut Grimaldi
- Olinto Cristina : le président
- Giuseppina Fiore
- Maria Melvia
- Adriana Sivieri
- Riccardo Fellini